# Clubiona kiowa
Clubiona kiowa là một loài nhện trong họ Clubionidae.
Loài này thuộc chi Clubiona. Clubiona kiowa được Willis J. Gertsch miêu tả năm 1941.